# Jack Pickford
Pour les articles homonymes, voir Pickford.
Jack Pickford est un acteur américain d'origine canadienne né le 18 août 1896 à Toronto (Canada) et décédé le 3 janvier 1933 à Neuilly-sur-Seine.
Il était surtout connu pour son mode de vie tumultueux, ses mariages à des starlettes du moment, et pour appartenir à la famille d'acteurs Pickford, dont la plus connue était sa sœur Mary Pickford (alias Gladys Smith).

## Biographie

### Premiers pas
Il est né John Charles Smith à Toronto, Ontario, Canada de John Charles Smith et Charlotte Hennessy Smith en 1896.  Son père alcoolique abandonne la famille alors qu'il n'était qu'un jeune enfant, laissant les siens dans le besoin. En désespoir de cause, Charlotte Hennessy autorisa Jack et ses deux sœurs Gladys et Lottie à faire de la scène. Cela s'avéra une bonne source de revenus et en 1900 la famille était basée à New York tout en jouant dans des pièces de théâtre à travers les États-Unis.
De par ses activités, la famille était constamment séparée jusqu'en 1910, lorsque Gladys signa avec les studios Biograph. Sa sœur Gladys Smith devient alors Mary Pickford (Marie étant son second prénom, Pickford un vieux nom de famille). Ce qui entraîna la famille Smith à prendre Pickford pour nom de scène.
Peu après la signature de son contrat, Mary assura du travail pour toute sa famille, dont Jack alors âgé de 14 ans. Au départ de la compagnie Biograph pour Hollywood, seule Mary devait être du voyage, mais Jack désirait fortement l'accompagner. Finalement, Charlotte le fit embarquer dans le train au dernier moment grâce au soutien actif de Mary. Après son arrivée en Californie, Jack enchaîna les petits rôles.
Mary devint rapidement une grande star, et signa un contrat d'un million de dollars avec la First National Pictures en 1917. Sur le contrat étaient précisés les intérêts familiaux, procurant ainsi une bonne situation à celui qu'on appelait désormais "Jack Pickford".

### Sa carrière d'acteur
Au moment de sa signature avec la First National, Jack avait déjà figuré dans 95 films et courts-métrages. Même s'il était vu comme un bon acteur, il semblait ne jamais livrer pleinement son potentiel. En 1917, il incarne deux de ses rôles majeurs, celui de "Pip" dans l'adaptation de Charles Dickens des Great Expectations, mais aussi le rôle-titre de Tom Sawyer de Mark Twain.
Après son passage dans la Navy, Pickford reprit son activité. Mais en 1923, il ne tourna plus qu'un seul film et en 1928, il achève son tout dernier film, Gang War, dans le rôle de Clyde Baxter. Il toucha à l'écriture et à la direction d'acteurs, mais sans poursuivre plus avant.
La plupart de ses films sont considérés comme des séries B, même s'il a pu s'y faire un nom. Son image était celle de l'américain pur jus ou du voisin d'à côté, le boy next door.

### Une vie tumultueuse
En dépit de son image lisse, il mena une vie agitée, remplie d'alcool, de drogues et de relations multiples, aboutissant à un alcoolisme sévère et la syphilis qui le mènera finalement à sa mort précoce.
Aux premiers temps d'Hollywood, les studios parvenaient à dissimuler les excès de leurs stars mais, au sein du milieu, son comportement en dehors des plateaux a construit sa légende.
Il dépensait sans compter et dut subir plusieurs fois l'humiliation de quémander de l'argent à sa mère et sa sœur. Au pic de sa débauche, le nombre de ses rôles diminua et donc, ses propres revenus.
Au début 1918, après l'entrée en guerre des États-Unis dans la Première Guerre mondiale, Pickford joignit la Navy. En tirant profit de son nom célèbre, il s'impliqua dans de sombres arrangements permettant à de jeunes hommes fortunés de verser de l'argent sous la table pour éviter de servir dans l'armée, mais aussi en fournissant de jeunes femmes pour les officiers. Tout cela faillit le faire renvoyer de l'armée pour faute grave, mais, sans que cela ne fut jamais prouvé, Mary aurait agi en sa faveur afin qu'il soit plutôt renvoyé pour raisons médicales.
Ses relations multiples ont souvent mêlé son nom à de nombreux scandales. Il se maria trois fois à d'anciennes danseuses de la compagnie Ziegfeld devenues des stars populaires. Le plus grand scandale fut la mort de sa première épouse, Olive Thomas, en 1920. Les deux époux voyageaient beaucoup et passaient peu de temps ensemble. Depuis longtemps, la famille Pickford se retrouvait durant les vacances mais avec leur mariage fragilisé, le couple décida de partir pour une seconde lune de miel.
En août 1920 ils partirent pour Paris, en espérant rentabiliser leurs vacances par des préparatifs pour un film. La nuit du 9 septembre 1920, le couple sortit faire la fête dans les fameux bistrots du quartier Montparnasse. En rentrant à l'hôtel Hôtel Ritz vers 3h du matin, soit Pickford s'endormit, soit il resta dehors pour une dernière prise de drogues. Des rumeurs attribuèrent à son épouse la prise de cocaïne.
Olive Thomas, fatiguée et sous l'effet de la drogue, ingéra accidentellement une large dose de chlorure de mercure, qui avait été prescrite pour la syphilis chronique de son mari. Suivant les rapports, elle aurait cru que la flasque contenait soit de l'eau, soit des somnifères, l'étiquette étant écrite en français. Elle cria : "Oh, my God!" et son mari accourut pour la prendre dans ses bras; mais il était déjà trop tard, elle avait avalé une dose mortelle. Elle fut prise en charge par l'hôpital américain de Neuilly où son mari et son beau-frère Owen Moore restèrent à ses côtés jusqu'à sa mort. Des rumeurs parlèrent de suicide et même de meurtre. Mais l'enquête de police, ainsi que l'autopsie, ont établi la mort accidentelle de l'actrice.
Pickford rapatria le corps de son épouse aux États-Unis. Plusieurs rapports évoquèrent son état suicidaire durant ce voyage retour.  Dans son autobiographie Sunshine and Shadows, Mary Pickford raconte :  "Jack traversa l'océan avec le corps d'Ollie. Ce n'est pas avant plusieurs années qu'il confessa à notre mère qu'une nuit durant ce voyage il enfila une veste et un pantalon par-dessus son pyjama, monta sur le pont, et s'apprêtait à sauter par-dessus bord lorsqu'une voix lui lança: 'Vous ne pouvez pas faire ça à votre mère et à vos sœurs. Ce serait un acte bien lâche. Vous devez vivre et affronter le futur' " 

### Vie personnelle
Les deux sœurs de Jack lui survivront. Depuis la petite enfance Lottie et lui étaient très proches, alors que Mary assumait davantage une fonction parentale". Celle-ci suspecta du ressentiment à son égard, mais la famille resta malgré tout unie.
On lui reconnaissait un grand talent, mais dépourvu de l'ambition de s'en servir. Certains ont pensé qu'il aurait davantage aspiré à être un grand acteur s'il n'avait été le frère de Mary Pickford. Mais il aimait trop les soirées et son train de vie à haut risque pour se concentrer sur ses talents. Pickford souffrit d'alcoolisme, une addiction courante dans la famille. Lorsqu'il se trouvait à court d'argent, il se rendait à Pickfair afin de se procurer de l'alcool secrètement dissimulé par Mary. Il était également dépendant à la drogue, mais sans que l'on en connaisse la gravité.
Il souffrit de syphilis et d'autres maladies vénériennes durant une grande partie de sa vie d'adulte, ce qui contribua certainement à sa fin prématurée.

#### Mariages
Jack rencontra l'actrice et Ziegfeld girl Olive Thomas dans un café de plage de Santa Monica Pier. Elle était aussi délurée que lui, avec sans doute la même addiction à l'alcool.  La scénariste Frances Marion remarqua ainsi "...Je l'ai souvent croisée à Pickfair, de par sa relation avec le frère de Mary, Jack. Deux gamins d'allure innocente, ils étaient les enfants gâtés les plus sauvages et gais à avoir jamais atteint la gloire à Broadway. Ils étaient tous les deux talentueux, mais ils portaient plus de temps à jouer à la grande roulette de la vie qu'à se concentrer sur leurs carrières."
Ils se marièrent secrètement le 25 octobre 1916 dans le New Jersey. En l'absence de leurs familles, seul l'acteur Thomas Meighan fut leur témoin.
Dans un entretien de 1919 avec Louella Parsons, Olive exprima son désir d'enfantement, "Un de ces jours nous aurons une petite famille. J'adore les enfants" Le couple n'eut pas d'enfants mais l'année suivante ils adoptèrent leur neveu de six ans à la mort de sa mère.
Même si tous s'accordent à voir en elle le grand amour de Jack, le mariage fut orageux et parsemé de conflits, suivis de réconciliations à coup de cadeaux très coûteux. Dans le numéro de mars 1920 de Motion Picture, l'actrice commente ainsi leur relation, "Il n'arrête pas de m'envoyer des cadeaux puis je lui renvoie autre chose en retour. Nous devons compenser la distance qui nous sépare d'une façon ou d'une autre. Au début, je ne me faisais pas à l'idée de vivre comme ça, mais je suppose qu'on s'habitue à tout, avec le temps. Quand nous vivions ensemble, nous perdions notre temps à nous disputer. Je lui disais, 'Tu es sorti avec cette personne ou celle-là,' et il me reprochait la même chose, et nous vivions dans cette ambiance électrique, mais c'est fini maintenant. Nous savons que nous ne pouvons pas nous assoir tous les deux au coin du feu TOUT le temps parce que nous ne pouvons pas rester ensemble."
La famille Pickford n'a pas toujours apprécié Olive Thomas, même si la plupart d'entre eux assistèrent à son enterrement. Bouleversé par la mort de sa femme, Jack ne s'en est jamais vraiment remis.
Par la suite, Jack se maria deux autres fois, sans bonheur. En 1922, il s'unit avec l'ex-Ziegfeld girl et célèbre danseuse de Broadway, Marilyn Miller. Selon leur entourage, il se montra peu aimable à son endroit et la maltraita. Leur divorce sera prononcé en France en 1927.
Il se marie une dernière fois, avec Mary Mulhern en 1930; même s'ils n'ont pas divorcé, ils vivaient séparés à sa mort.

### Mort et héritage
En 1932, Jack vient voir Mary à Pickfair. D'après cette dernière, il paraissait malade avec un visage émacié ; ses vêtements lui pendaient comme s'il n'était qu'un porte-manteau. Mary Pickford rappelle dans son autobiographie qu'elle eut une prémonition en regardant son frère s'en aller. Alors qu'ils commençaient à descendre l'escalier vers l'entrée pour les voitures, Jack se retourna pour lui dire, "Ne me raccompagne pas, chère Mary, je peux partir seul." Resté en haut de l'escalier, une voix intérieure résonna en Mary "C'est la dernière fois que tu verras Jack", se rappelle-t-elle entendre dire.
Jack Pickford meurt à l'Hôpital américain de Paris le 3 janvier 1933. Selon les rapports, sa mort fut causée par une névrite multiple et progressive qui avait attaqué tous les centres nerveux". De la fenêtre de la chambre de sa mort, il pouvait voir la fenêtre de celle où sa première épouse Olive Thomas était morte treize ans plus tôt. Mary Pickford fit rapatrier son corps à Los Angeles, où il fut enterré dans la parcelle familiale du cimetière du Forest Lawn Memorial Park à Glendale (Californie).
Jack Pickford a une étoile sur le Hollywood Walk of Fame au 1523 Vine Street.

## Filmographie
| - 1909 - Le Message (The Message) de David Wark Griffith - Pranks - Wanted, a Child - In a Hempen Bag - To Save Her Soul - 1910 - All on Account of the Milk - The Call - The Newlyweds - The Smoker - The Kid - The Tenderfoot's Triumph - An Affair of Hearts - Ramona - The Modern Prodigal : le fils du Shérif - Muggsy Becomes a Hero : le frère de Mable - In Life's Cycle - The Oath and the Man : messager - Rose O'Salem Town : Indien - Examination Day at School : étudiant - The Iconoclast - The Broken Doll : Indien - Two Little Waifs - Waiter No. 5 : le fils du chef de la Police - A Plain Song - A Child's Stratagem - Happy Jack, a Hero - The Lesson - White Roses : le garçon-livreur - 1911 - His Trust Fulfilled : le messager noir - Fate's Turning - The Poor Sick Men - A Decree of Destiny (en) de D. W. Griffith - Sweet Memories : le jeune Earl Jackson - For Her Brother's Sake - A Boy of the Revolution - The Stuff Heroes Are Made Of - A Convict's Heart - The Lost Necklace - 1912 - A Temporary Truce : un indien - Katchem Kate - A Dash Through the Clouds (en) de Mack Sennett : le garçon mexicain qui avertit Chubby - The School Teacher and the Waif - Man's Lust for Gold : Among the Indians - An Indian Summer : Among Boarders - The Speed Demon : The Speed Demon's Son - The Would-Be Shriner : Parade Bystander - Black Sheep : The Kid Brother - The Narrow Road - What the Doctor Ordered : le fils de Jenks - A Child's Remorse - The Inner Circle (en) de D. W. Griffith : le messager - Mr. Grouch at the Seashore : le fils du français - A Pueblo Legend : le jeune courageux - A Feud in the Kentucky Hills : un frère - A Ten-Karat Hero - The Chief's Blanket : un indien - The Painted Lady de D. W. Griffith : Beau au Festival de l'Ice Cream - Cœur d'apache (The Musketeers of Pig Alley) : membre d'un gang rival - Heredity de D. W. Griffith : fils d'un renégat blanc et d'une indienne - My Baby (en) de D. W. Griffith : invité du mariage - The Informer de D. W. Griffith : petit nègre - Brutality - Le Chapeau de New York (The New York Hat) de D. W. Griffith (court-métrage) - 1913 - A Misappropriated Turkey - Love in an Apartment Hotel - The Unwelcome Guest - Fate - The Sneak : le frère d'Evelyn - The Work Habit - For the Son of the House - Binks' Vacation - Giovanni's Gratitude | - 1914 - Liberty Belles - The Massacre : jeune homme - The Gangsters of New York : Spot, l'espion - The Warning Cry - The Mysterious Shot - Home, Sweet Home : le fils de la mère - Seven Days - Le Clan des aigles (The Eagle's Mate) : un jeune clansman - Petite Folle (Wildflower) de Allan Dwan : Bud Haskins - His Last Dollar : Jockey Jones - 1915 - The Love Route : Billy Ball - The Commanding Officer : The Commandant's Orderly - Fanchon, the Cricket - The Pretty Sister of Jose : Jose - A Girl of Yesterday : John Stuart - The Making of Crooks - 1916 - Why Love Is Blind - Virtue Triumphant - Peppina (Poor Little Peppina), de Sidney Olcott : Beppo - The Hard Way - The Reprisal - The Conflict - Seventeen : William Sylvanus Baxter - 1917 - Les Grandes Espérances (Great Expectations) : Pip - Cupid's Touchdown - A Strange Adventure - The Dummy : Barney Cook - The Girl at Home : Jimmie Dexter - Freckles : Freckles - What Money Can't Buy : Dick Hale - The Varmint : John Humperdink Stover - Ghost House : Ted Rawson - Jack and Jill : Jack Ranney - Tom Sawyer : Thomas 'Tom' Sawyer - 1918 - The Spirit of '17 : Davy Glidden - Huck and Tom : Tom Sawyer - His Majesty, Bunker Bean : Bunker Bean - Un charmeur (Mr. Fix-It) - Mile-a-Minute Kendall : Kendall - Sandy : Sandy Kilday - 1919 - Bill Apperson's Boy : Buddy Apperson - Burglar by Proxy : Jack Robin - In Wrong : Johnny Spivins - 1920 - The Little Shepherd of Kingdom Come : Chad - A Double-Dyed Deceiver : The Llano Kid - The Man Who Had Everything : Harry Bullway - Just Out of College : Ed Swinger - 1922 - The End of the World - 1923 - Garrison's Finish : Billy Garrison - 1924 - The Hill Billy : Jed McCoy - 1925 - Waking Up the Town de James Cruze : Jack Joyce - L'Heure du danger (My Son) d'Edwin Carewe : Tony - Déchéance (The Goose Woman) : Gerald Holmes - 1926 - L'Oiseau de nuit (The Bat) de Roland West : Brooks Bailey - Tom, champion du stade (Brown of Harvard) de Jack Conway : Jim Doolittle - Exit Smiling : Jimmy Marsh - 1928 - Gang War : Clyde Baxter |